# Podregion Varkaus
Podregion Varkaus (fiń. Varkauden seutukunta) – podregion w Finlandii, w regionie Sawonia Północna.
W skład podregionu wchodzą gminy:
- Joroinen (od 2021)[2],
- Leppävirta,
- Varkaus.